# Lenthe

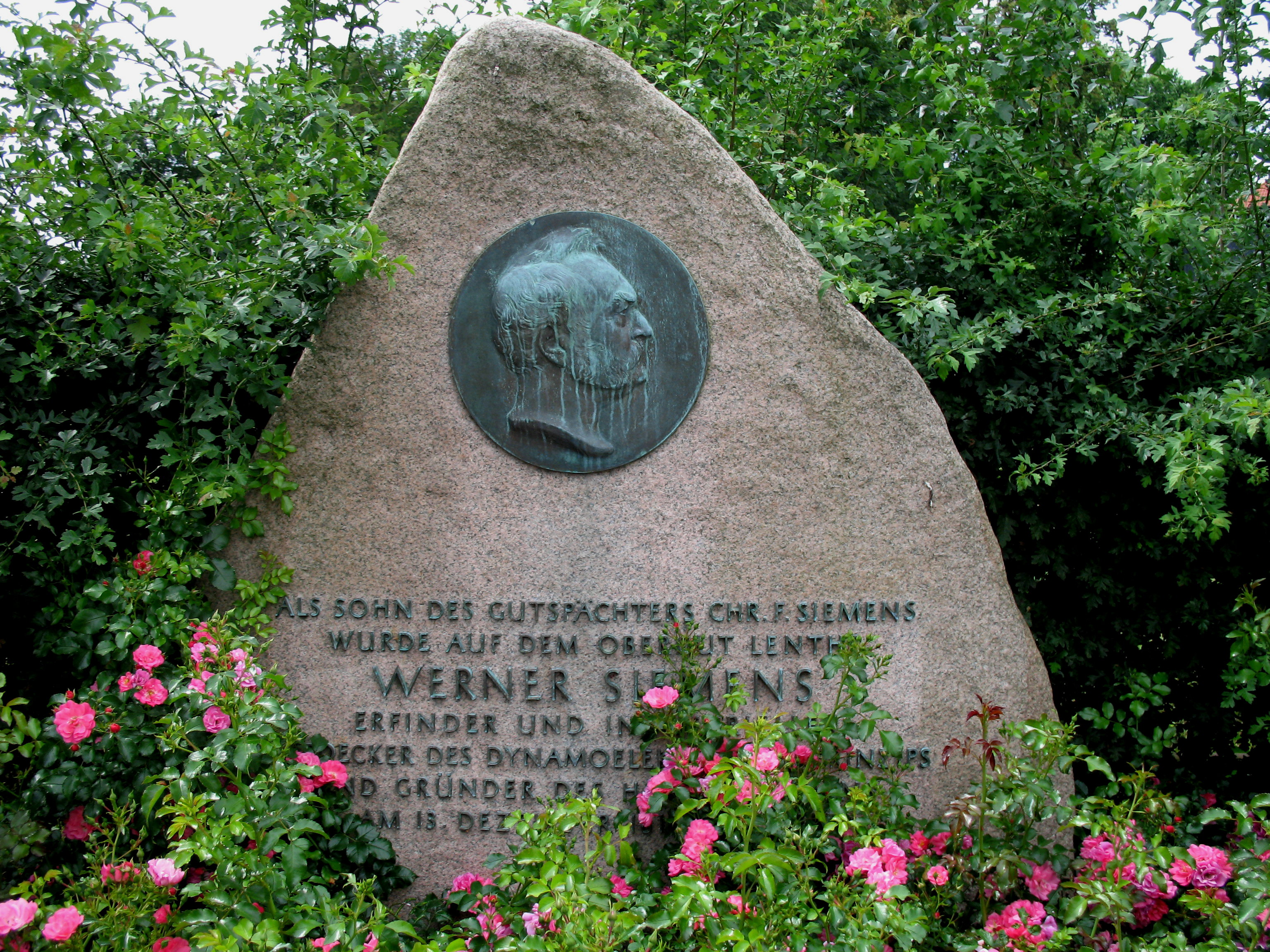
Siemens Gedenkstein

Lenthe ist ein Dorf und eine Ortschaft der Stadt Gehrden in der Region Hannover. Es gehört zu den vier Bergdörfern Lenthe, Northen, Everloh und Benthe am Benther Berg in Niedersachsen.

## Geschichte
Erstmals urkundlich erwähnt wurde Lenthe im Jahre 1055 in einer Urkunde, in der Bischof Egilbert von Minden dem Billunger Herzog Bernhard II. diverse Ländereien übertrug.
Die bereits 1225/26 in Urkunden erwähnte Familie von Lenthe teilte sich schon um 1300 in mehrere Linien, von denen jede einen eigenen Rittersitz oder Sattelhof in Lenthe besaß. Bis 1500 gab es vier solcher Sattelhöfe, von denen bis heute nur noch zwei existieren, das sog. Obergut und ein Untergut. Während das Obergut noch im Besitz der Familie von Lenthe ist, ist die Familie auf dem Untergut im Mannesstamme erloschen, dieses befindet sich nun im Besitz der Familie von Richthofen.
Das Obergut ist aus einem 1393/94 erstmals erwähnten Burghof hervorgegangen. In der Hildesheimer Stiftsfehde scheint dieser beschädigt worden zu sein, da die Besitzerin Helene von Lenthe 1527 einen Kredit aufnahm, um die durch das Fürstentum Calenberg erlittenen Schäden zu reparieren. Das heutige Herrenhaus aus der Zeit um 1600 besteht aus einem zweistöckigen Massivbau, dessen Obergeschoss im 18. Jahrhundert teilweise durch eine Fachwerkkonstruktion ersetzt wurde. Es steht auf den älteren, bisher nicht datierten Kellergewölben einer Wasserburg. Reste eines Wassergrabens sind noch auf der Südseite vorhanden.
Auf dem Obergut in Lenthe steht das Pächterhaus, das Geburtshaus von Werner von Siemens, der hier als Sohn des Gutspächters Christian Ferdinand Siemens einen Teil seiner Kindheit verlebte. Es wurde 2016 zum 200. Geburtstag des Elektropioniers renoviert, im Erdgeschoss des denkmalgeschützten Gebäudes befindet sich seitdem eine Dauerausstellung, die anhand zentraler Dokumente und Exponate die wichtigsten Stationen im Leben des bedeutenden Erfinders und Unternehmers nachzeichnet.
Am 1. August 1971 erfolgte der freiwillige Gemeindezusammenschluss zur Stadt Gehrden.

## Politik

### Ortsrat
Der Ortsrat von Lenthe setzt sich aus zwei Ratsfrauen und fünf Ratsherren zusammen. Im Ortsrat befindet sich zusätzlich ein beratendes Mitglied (SPD).
- SPD: 3 Sitze
- CDU: 2 Sitze
- Grüne: 1 Sitz
- EWV: 1 Sitz

(Stand: Kommunalwahl 11. September 2016)

### Ortsbürgermeister
Der Ortsbürgermeister von Lenthe ist Jürgen Ermerling (SPD). Sein Stellvertreter ist Freiherr Jakob von Richthofen (CDU).

### Wappen
Der Entwurf des Wappens von Lenthe stammt von Joachim-Heinz Stöckl. Die Genehmigung des Wappens wurde am 30. März 1965 durch den Regierungspräsidenten in Hannover erteilt.
| Wappen von Lenthe | Blasonierung: „Auf geteiltem Schilde oben auf Blau zwei gekreuzte goldene Schlüssel; unten auf Gold ein fünffach geästeter, blauer Baumast.“ |
| Wappen von Lenthe | Wappenbegründung: Der Ort Lenthe entstand als eine Rodung in der Mulde am Hang (mittelhochdeutsch: hlene) des Benther Berges. Die gekreuzten Schlüssel (Schlüssel Petri; Insignum der Bischöfe von Minden) sollen daran erinnern, dass der Ort Lenthe in einer Urkunde des Bischofs Egilbert von Minden im Jahre 1055 erstmals namentlich angeführt wurde. Mit der Ortsgründung eng verbunden ist das Geschlecht derer von Lenthe; der blaue Baumast wurde dem Geschlechterwappen der noch heute in dieser Gemeinde ansässigen Adelsfamilie – mit deren Zustimmung – entlehnt. |

## Kultur und Sehenswürdigkeiten

### Bauwerke

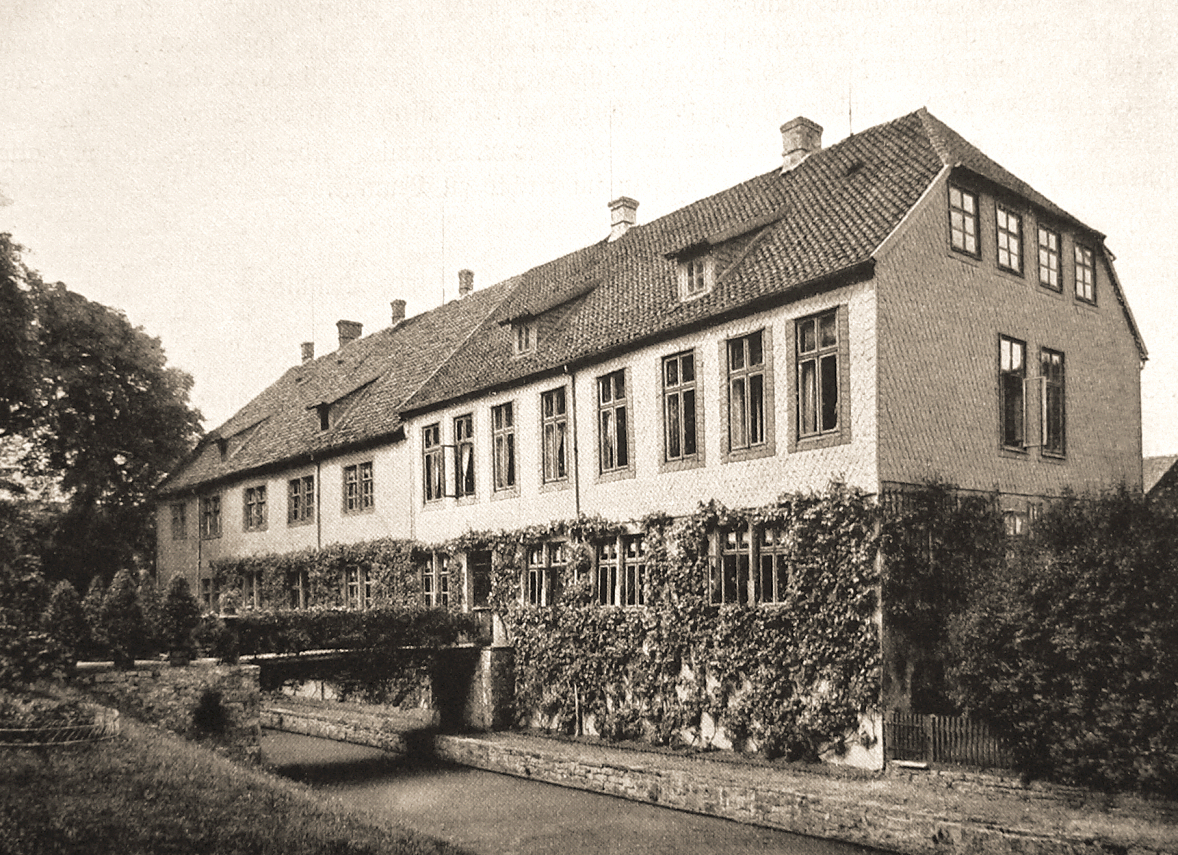
Herrenhaus des Oberguts um 1912

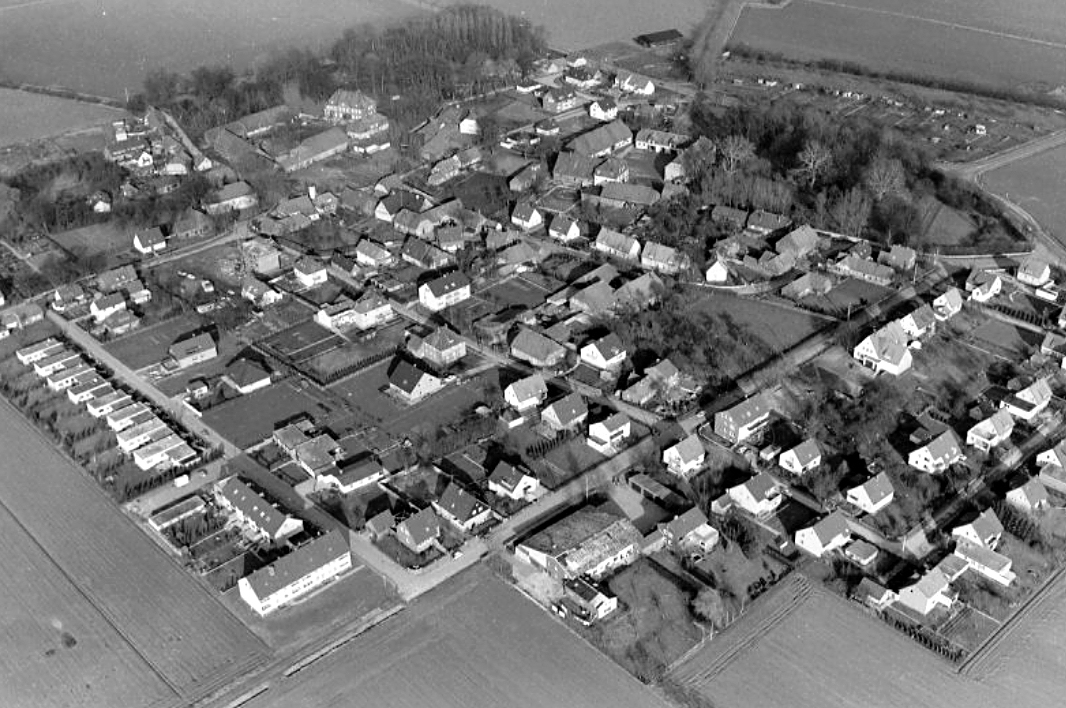
Luftbild, vermutlich um 1980

- Im Ort steht die evangelisch-lutherische Kirche zu den 10.000 Rittern, deren Ursprung auf eine 1394 geweihte Kirche zurückgeht.
- Die beiden Rittergüter Obergut und Untergut Lenthe.

### Baudenkmale
→ Siehe: Liste der Baudenkmale in Lenthe

## Persönlichkeiten

### Söhne und Töchter des Ortes
- Albrecht Friedrich von Lenthe (1707–1779), Jurist, Präsident des Oberappellationsgerichts Celle und Kurfürstlich Braunschweig-Lüneburgischer Minister, Kammerpräsident und Kurator der Georg-August-Universität Göttingen
- Eleonore Deichmann (1792–1839), Mutter von Werner, Hans und Carl Siemens (→ Siehe unter: Christian Ferdinand Siemens)
- Werner von Siemens (1816–1892), Industrieller, Erfinder und Begründer der Elektrotechnik
- Hans Siemens (1818–1867), Industrieller und Bruder von Werner von Siemens
- Carl Wilhelm Siemens (1823–1883), Erfinder, Ingenieur, Naturforscher und Industrieller, er baute die englische Niederlassung der Firma Siemens & Halske auf

### Personen, die mit der Gemeinde in Verbindung stehen
- Ludolf Siegfriedt (17. Jahrhundert–nach 1673), hannoverscher Glocken-, Stück- und Rotgießer, er fertigte 1670 zwei Glocken für die Kirche zu den 10.000 Rittern in Lenthe
- Ernst Ludwig Julius von Lenthe (1744–1814), Jurist, Diplomat des Kurfürstentums Braunschweig-Lüneburg und Minister der Deutschen Kanzlei in London, Sohn des Otto Christian von Lenthe, auf Obergut Lenthe (1706–1750)
- Christian Ferdinand Siemens (1787–1840), Landwirt und Gutspächter, Vater von Werner, Hans und Carl Siemens, er war Gutspächter des Oberguts in Lenthe
- Georg Ludwig Friedrich Laves (1788–1864), Architekt, Stadtplaner und Bauingenieur, er baute 1854 die Brücke auf dem Gut Lenthe
- Franz Nause (1903–1943), sozialdemokratischer Widerstandskämpfer, er besuchte die Volksschule in Lenthe